# Gymnothorax cephalospilus
Gymnothorax cephalospilus is een straalvinnige vissensoort uit de familie van murenen (Muraenidae). De wetenschappelijke naam van de soort is voor het eerst geldig gepubliceerd in 2001 door Böhlke & McCosker.